# Minchiate

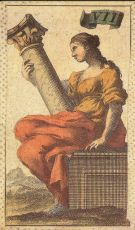
VII, La Fuerza

Minchiate es una baraja de naipes que se usó para la adivinación como naipes de Tarot después de crearse como juego de mesa y que fue creada en el Renacimiento después de la Edad Media. Fue, probablemente, originario de Florencia, Italia. Hoy en día ha caído en desuso.

## Diferencias con el Tarot tradicional
- Hay 97 cartas en lugar de 78, y el orden es diferente.
- Los Arcanos Mayores no tienen nombre, pero están numerados con números romanos en una banderola.
- Las cartas adicionales en los Arcanos Mayores son los doce signos del zodiaco, las cuatro virtudes (fe, esperanza, caridad, prudencia) y los cuatro elementos (fuego, agua, aire, tierra).

## Las cartas
| Palo     |         |       |        |         |
| Italiano | Spade   | Coppe | Denari | Bastoni |
| Español  | Espadas | Copas | Oros   | Bastos  |

|         | 1 | 2 | 3 | 4 | 5 | 6 | 7 | 8 | 9 | 10 | Paje | Caballero | Reina | Rey |
| ------- | - | - | - | - | - | - | - | - | - | -- | ---- | --------- | ----- | --- |
| Bastos  |   |   |   |   |   |   |   |   |   |    |      |           |       |     |
| Oros    |   |   |   |   |   |   |   |   |   |    |      |           |       |     |
| Copas   |   |   |   |   |   |   |   |   |   |    |      |           |       |     |
| Espadas |   |   |   |   |   |   |   |   |   |    |      |           |       |     |

| Número del naipe | Nombre en italiano                    | nombre del naipe Minchiate   | correspondencia con naipes del tarot de adivinación |
| ---------------- | ------------------------------------- | ---------------------------- | --------------------------------------------------- |
| (0)              | Il Matto                              | El Loco                      | 0 - El Loco                                         |
| I                | Il Papino; Papa uno; L'Uno; Ganellino | El cómico                    | 1 - El mago                                         |
| II               | Il Granduca; Papa due                 | La Emperatriz; el Gran Duque | 3 - La Emperatriz                                   |
| III              | L'Imperatore d'Occidente; Papa tre    | El Emperador de Occidente    | 4 - El Emperador                                    |
| IV               | L'Imperatore d'Oriente; Papa quattro  | El Emperador de Oriente      | 5 - El Papa o El Sumo Sacerdote                     |
| V                | Gli Amanti; Papa cinque               | Amor                         | 6 - El Enamorado                                    |
| VI               | La Temperanza                         | Templanza                    | 14 - La Templanza                                   |
| VII              | La Forza                              | Fuerza                       | 8 - La Fuerza                                       |
| VIII             | La Giustizia                          | Justicia                     | 11 - La Justicia                                    |
| IX               | La Ruota della fortuna                | Rueda de la Fortuna          | 10 - Rueda de la Fortuna                            |
| X                | Il Carro                              | El Carro                     | 7 - El Carro                                        |
| XI               | L'Eremita; Il Gobbo; Il Tempo         | El jorobado; el tiempo       | 9 - El Ermitaño                                     |
| XII              | L'Impiccato                           | El Colgado                   | 12 - El Colgado                                     |
| XIII             | La Morte                              | La Muerte                    | 13 - La Muerte                                      |
| XIV              | Il Diavolo; il Demonio                | El Diablo                    | 15 - El Diablo                                      |
| XV               | La Casa del diavolo                   | La casa del Diablo           | 16 - La Torre                                       |
| XVI              | La Speranza                           | Esperanza                    | -                                                   |
| XVII             | La Prudenza                           | Prudencia                    | -                                                   |
| XVIII            | La Fede                               | Fe                           | 2 - La Papisa o La Sacerdotisa                      |
| XIX              | La Carità                             | Caridad                      | -                                                   |
| XX               | Il Fuoco                              | Fuego                        | -                                                   |
| XXI              | L'Acqua                               | Agua                         | -                                                   |
| XXII             | Terra                                 | Tierra                       | -                                                   |
| XXIII            | Aria                                  | Aire                         | -                                                   |
| XXIV             | Bilancia                              | Libra                        | -                                                   |
| XXV              | Vergine                               | Virgo                        | -                                                   |
| XXVI             | Scorpione                             | Escorpio                     | -                                                   |
| XXVII            | Ariete                                | Aries                        | -                                                   |
| XXVIII           | Capricorno                            | Capricornio                  | -                                                   |
| XXIX             | Sagittario                            | Sagitario                    | -                                                   |
| XXX              | Cancro                                | Cáncer                       | -                                                   |
| XXXI             | Pesci                                 | Piscis                       | -                                                   |
| XXXII            | Acquario                              | Acuario                      | -                                                   |
| XXXIII           | Leone                                 | Leo                          | -                                                   |
| XXXIV            | Toro                                  | Tauro                        | -                                                   |
| XXXV             | Gemelli                               | Géminis                      | -                                                   |
| XXXVI            | La Stella                             | La Estrella                  | 17 - La Estrella                                    |
| XXXVII           | La Luna                               | La Luna                      | 18 - La Luna                                        |
| XXXVIII          | Il Sole                               | El Sol                       | 19 - El Sol                                         |
| XXXIX            | Il Mondo                              | El Mundo                     | 21 - El Mundo                                       |
| XL               | Le Trombe                             | Las trompetas                | 20 - El Juicio                                      |